# Tsuchiya Bunmei
Tsuchiya Bunmei (japanisch 土屋 文明; * 18. September 1890 Präfektur Gunma; † 10. Dezember 1990) war ein japanischer Lyriker.
Tsuchiya studierte Philosophie an der Universität Tokio. Er war Schüler des Dichters Itō Sachio, der die Tanka-Zeitschrift Araragi gegründet hatte. Nach dem Tod seines Lehrers übernahm er mit Saitō Mokichi die Leitung dieser Zeitschrift. Für den Lyrikband Seinanshū (青南集) erhielt er 1967 den Yomiuri-Literaturpreis. Neben Gedichtbänden (u. a.  Fuyukusa (ふゆくさ), 1925, Ōkanshū (往還集), 1930, Sankokushū (山谷集), 1935) veröffentlichte er mehrere Bücher über die Gedichtanthologie Man’yōshū, die zwischen 1949 und 1956 in der 20-bändigen Ausgabe Man’yōshū shichū (万葉集私注) zusammengefasst wurden.
1984 wurde Tsuchiya als Person mit besonderen kulturellen Verdiensten geehrt und 1986 mit dem Kulturorden ausgezeichnet. 